# آگراندیسمان و چند داستان دیگر

طرح روی جلد چاپ اول (انتشارات پانتئون بوکز

آگراندیسمان و چند داستان دیگر منتخبی از مجموعه داستان‌های کوتاه می‌باشد که توسط شاعر آمریکایی پُل بلک‌بُرن از سه مجموعه داستان اول نویسندهٔ آرژانتینی خولیو کُرتاثار به زبان انگلیسی ترجمه شده‌است. این کتاب در ۱۹۶۷ با جلد سخت و با عنوان پایان بازی و چند داستان دیگر منتشر شده بود. عنوان کتابی که با جلد نرم منتشر شد به علت اقتباس فیلم آگراندیسمان ساخته میکل آنجلو آنتونیونی از یکی از داستان‌های این مجموعه، به این نام جدید تغییر کرد.
این کتاب شامل پنج داستان از هشت داستان مجموعهٔ حیوان‌نامه (۱۹۵۱)، شش داستان از هجده داستان مجموعهٔ پایان بازی (۱۹۵۶) و چهار داستان از پنج داستان مجموعهٔ حربه‌های پنهان (۱۹۵۹) می‌باشد.
کتاب توسط بلک‌بُرن به سه فصل تقسیم شده‌است اما ترتیب داستان‌ها در این مجموعه به ترتیب انتشار داستان‌ها در مجموعه‌های اصلی نمی‌باشد.
این کتاب با ترجمهٔ امید نیک‌فرجام و توسط نشر چشمه به فارسی منتشر شده‌است اما داستان «فاصله‌ها» در ترجمهٔ فارسی نمی‌باشد.

## فهرست داستان‌ها
- یک
  - اَکسولوتی[ج] از مجموعه داستان پایان بازی
  - خانهٔ تسخیر شده[چ] از مجموعه داستان حیوان‌نامه
  - فاصله‌ها[ح] از مجموعه داستان حیوان‌نامه
  - بت جزایر سیکلاد[خ] از مجموعه داستان پایان بازی
  - نامه به خانمی جوان در پاریس[د] از مجموعه داستان حیوان‌نامه
  - گُل زرد[ذ] از مجموعه داستان پایان بازی
- دو
  - امتداد پارک[ر] از مجموعه داستان پایان بازی
  - رو به آسمان شبانگاه[ز] از مجموعه داستان پایان بازی
  - حیوان نامه[ژ] از مجموعه داستان حیوان‌نامه
  - دروازه‌های بهشت[س] از مجموعه داستان حیوان‌نامه
  - آگراندیسمان[ش] ترجمهٔ داستان آب دهان شیطان[ص] از مجموعه داستان حربه‌های پنهان
- سه
  - پایان بازی[ض] از مجموعه داستان پایان بازی
  - در خدمت شما[ط] از مجموعه داستان حربه‌های پنهان
  - جوینده[ظ] از مجموعه داستان حربه‌های پنهان
  - حربه‌های پنهان[ع] از مجموعه داستان حربه‌های پنهان